# Ricardo Martínez Matei
Ricardo Martínez Matei (Barcelona, 23 d'abril de 1964) va ser un ciclista català, que fou professional entre 1985 i 1990. El seu major èxit fou la victòria final a la Volta a Múrcia.

## Palmarès
- 1984
  - 1r a la Volta a Múrcia
- 1986
  - 2n al Campionat d'Espanya en ruta

### Resultats al Tour de França
- 1988. Fora de control (16a etapa)

### Resultats a la Volta a Espanya
- 1986. 90è de la classificació general
- 1989. 122è de la classificació general